# Yudai Nagano
Yudai Nagano (永野 雄大?, Nagano Yūdai; Mito, 15 ottobre 1998) è uno schermidore giapponese, specializzato nel fioretto.

## Carriera
Nel 2024 ha vinto la medaglia d'oro nel fioretto a squadre alle Olimpiadi di Parigi, assieme a Kazuki Iimura, Kyōsuke Matsuyama e Takahiro Shikine, sconfiggendo in finale l'Italia per 45-36.

## Palmarès
- Giochi olimpici

Parigi 2024: oro nel fioretto a squadre.
- Campionati asiatici

Kuwait City 2024: bronzo nel fioretto a squadre.